# Stadionul Olimpic Fișt
Stadionul Olimpic Fișt este un stadion din orașul Soci, Rusia, construit pentru Jocurile Olimpice de iarnă din 2014. El va găzdui ceremoniile de deschidere și închidere a Olimpiadei de iarnă din 2014. Stadionul este denumit după Muntele Fișt, care se află în apropiere. Capacitatea stadionului pe durata Olimpiadei va fi de 40.000 de locuri. Stadionul e proiectat ca o coajă de ou pentru a aduce un aport de glorie artei Fabergé.
Costul construcției e de 603,5 milioane de dolari SUA.  După Jocurile Olimpice, complexul stadionului ca servi drept centru de pregătire și gazdă a meciurilor echipei naționale de fotbal a Rusiei.
În octombrie 2013, Banca Centrală a Rusiei a emis o bancnotă comemorativă de 100 ruble, cu o zută de zile înainte de startul Olmpiadei. Pe o parte a bancotei este imprimat Stadionul Olimpic "Fișt".
Stadionul Fișt este una din cele 11 arene selectate să găzduiască Campionatul Mondial de Fotbal 2018.